# 半岭水库
半岭水库是中国海南省陵水黎族自治县境内的一座水库，建于1958年。水库正常库容为516万立方米，平均水深为7.09米，集雨面积为24平方千米。